# Songs of Faith and Devotion Live
Songs of Faith and Devotion Live è il secondo album dal vivo del gruppo musicale britannico Depeche Mode, pubblicato il 6 dicembre 1993 dalla Mute Records.

## Descrizione
La particolarità del disco è che ripropone le stesse canzoni dell'omonimo Songs of Faith and Devotion (pubblicato lo stesso anno) senza cambiarne l'ordine dei brani: l'unica differenza sta nel fatto che è stato registrato dal vivo durante alcune date del Devotional Tour, precisamente le tappe del 27 maggio 1993 al Forum di Copenaghen, del 4 giugno al Forum di Assago, del 29 e 30 giugno al Palazzo dello Sport di Parigi-Bercy del 29 luglio allo Stade Couvert Régional di Liévin e dell'8 ottobre alla Lakefront Arena di New Orleans.

## Tracce
Testi e musiche di Martin L. Gore.
1. I Feel You – 7:11
2. Walking in My Shoes – 6:41
3. Condemnation – 3:56
4. Mercy in You – 4:20
5. Judas – 5:01
6. In Your Room – 6:47
7. Get Right with Me – 3:11
8. Rush – 4:35
9. One Caress – 3:35
10. Higher Love – 7:30

## Formazione
Gruppo
- Alan Wilder – sintetizzatore, voce, batteria (tracce 1, 6 e 8), pianoforte (tracce 3 e 9)
- Martin Gore – sintetizzatore, chitarra, voce, voce principale (tracce 5 e 9)
- David Gahan – voce principale
- Andy Fletcher – sintetizzatore, voce

Altri musicisti
- Hildia Campbell – cori
- Samantha Smith – cori

Produzione
- Alan Wilder – produzione, missaggio
- Steve Lyon – produzione, missaggio, registrazione
- Peter Brandt – assistenza alla registrazione
- Rob Kirwan – assistenza al missaggio
- Alex Firla – assistenza al missaggio
- Jeremy Wheatley – assistenza al missaggio
- Kevin Metcalfe – mastering
- Anton Corbijn – direzione artistica, fotografia

## Classifiche
| Classifica (1993) | Posizione massima |
| ----------------- | ----------------- |
| Australia         | 27                |
| Germania          | 50                |
| Paesi Bassi       | 85                |
| Regno Unito       | 46                |
| Stati Uniti       | 193               |
| Svezia            | 22                |
| Svizzera          | 47                |